# Suiko
Suiko (japonsky 推古天皇, Suiko-tennó; 554 – 18. dubna 628, Asuka) byla v pořadí třicátým třetím císařem Japonska v souladu s tradičním pořadím posloupnosti. Vládla v letech 593–628. Byla vdovou po císaři Bidacuovi a vnučkou Sogy Inameho.
V japonských dějinách byla Suiko první z osmi žen, jež se staly vládnoucími císařovnami. Sedm dalších samostatných vládkyň na Chryzantémovém trůně po Suiko byly Kógjoku/Saimei, Džitó, Gemmei, Genšó, Kóken/Šótoku, Meišó a Go-Sakuramači.

## Legenda
Před nástupem na Chryzantémový trůn bylo její osobní jméno (imina) Mikekašija-hime-no-mikoto. Císařovna Suiko měla několik jmen včetně princezna Nukatabe a (zřejmě posmrtně) Tojomike Kašikija hime no Mikoto.
Byla třetí dcerou císaře Kinmeie. Její matkou byla Soga no Kitašihime, dcera Sogy no Inameho. Suiko byla mladší sestrou císaře Jómeie. Měli společnou matku.

### Buddhismus
Roku 593 pověřila Suiko svého tehdy dvacetiletého synovce prince Šótokua, aby se stal regentem. Ten roku 594 vydal výnos vyzývající k přijetí a podpoře buddhismu. Dále postavil řadu chrámů jako Šitennódži v Ósace a Hórjúdži v Ikaruze. Přednášel 3 velké sútry a komentáře pro ty, co neuměli číst. Spojil se se Sogou Umakem a spolu upevňovali stát za pomoci náboženství. Roku 604 zavedl Systém čepicových hodností (předáci rodů měli být hodnoceni podle svých schopností a ne podle nároku). Čepice byly děleny do různých barev a tvarů. Roku 604 ještě vydal Chartu o sedmnácti článcích (Džúšičidžó Kempó), což byl soubor morálních a politických zásad či rad úředníkům. Psáno čínsky. Obsahuje citáty z konfuciánství a buddhismu. Hlavní myšlenkou charty byla oddanost císaři jakožto nejvyššímu vládci.

## Zahraniční politika
Snaha o navázání spojenectví s Koreou, ale je bezvýsledná. Snaha o navázání spojenectví s čínským rodem Suej. Bylo posláno 5 výprav. Rozezlili si čínského císaře, ale styky se nezpřetrhaly. Prvním oficiálním poslem je Ono no Inoko.

## Rodina
- Manžel: princ Nunakakura no Futo Tamašiki no Sumeramikoto (渟中倉太珠敷), později císař Bidacu, syn císaře Kinmeie
  - první dcera: princezna Udži no Šicukahi/Udži no Kahitako (菟道貝蛸皇女, narozena 570), provdána za korunního prince Šótokua
  - první syn: princ Takeda (竹田皇子)
  - druhá dcera: princezna Woharida (小墾田皇, narozena 572), provdána za prince Ošisako-no-Hikohito-no-Oeho
  - třetí dcera: princezna Umori/Karu no Mori (鸕鶿守皇女)
  - druhý syn: princ Wohari (葛城王)
  - třetí syn: princ Owari (尾張皇子), otec manželky prince Šótokua Tačibany-no-Oiracume
  - čtvrtá dcera: princezna Tame (田眼皇女), provdána za císaře Džomeie
  - pátá dcera: princezna Sakurawi no Jumihari (桜井弓張皇女), provdána za prince Ošisako-no-Hikohito-no-Oeho, později za prince Kumeho, syna císaře Jómeie